# (24778) Nemsu
(24778) Nemsu est un astéroïde de la ceinture principale, de la famille de Hungaria.

## Description
(24778) Nemsu est un astéroïde de la ceinture principale, de la famille de Hungaria. Il présente une orbite caractérisée par un demi-grand axe de 1,95 UA, une excentricité de 0,05 et une inclinaison de 20,7° par rapport à l'écliptique.

## Compléments